# Icogne
Icogne (/ikɔɲ/) est une commune suisse du canton du Valais, située dans le district de Sierre.

## Géographie

Vue aérienne (1955).

Le territoire d'Icogne s'étend sur 24,81 km2. Lors du relevé de 2013-2018, les surfaces d'habitations et d'infrastructures représentaient 2,8 % de sa superficie, les surfaces agricoles 13,7 %, les surfaces boisées 31,5 % et les surfaces improductives 52,5 %.
Le point culminant de la commune se situe au Rohrbachstein (en), à 2 950 m d'altitude. Son point le plus bas est à 553 m d'altitude, au bord de la Lienne.
|       | Lenk im Simmental |               |
| Ayent | Icogne            | Crans-Montana |
|       | Saint-Léonard     | Lens          |

## Toponymie
Le nom de la commune, qui se prononce /ikɔɲ/, dérive vraisemblablement du nom de personne latin Uccus, propriétaire d'une terre ou d'un domaine, et du suffixe latin -ōnĭu.
La première occurrence écrite du toponyme date de 1233-1234, sous la forme Ucogni.

## Histoire
À l'origine, le village appartient, tout comme Lens aux Seigneurs de Granges, mais jouit d'une certaine autonomie.
Sous l'influence des évêques de Sion, luttant contre le pouvoir des nobles Valaisans, la communauté de Lens (réunissant les quartiers de Montana, Chermignon et Icogne) se sépare du domaine de Granges pour se rattacher au pouvoir de Sierre. Cette organisation laisse aux quartiers d'importantes libertés.
Il y a un point toujours assez obscur dans l'histoire de la Communauté de Lens : l'omniprésence de la « Confrérie du Saint-Esprit ». Il semblerait d'après certains documents que cette confrérie et la communauté soient extrêmement proches, quasiment une identité. Le premier document concernant l'organisation de la commune date de 1603. Ces documents montrent que les procureurs de la confrérie sont aussi procureurs de la communauté et que tous les villageois appartenaient à cette confrérie. Le règlement fixé par ces procureurs, élus pour une année, porte surtout sur des intérêts d'élevages et de culture.
La constitution de 1802 oblige la communauté de Lens à se pourvoir d'un président ainsi que d'un vice-président. C'est la fin de la totale autonomie des quartiers. Mais malgré ces changements, chaque quartier garde tout de même une extrême liberté.

## Population et société

### Gentilé et surnom
Les habitants de la commune se nomment les Icognards.
Ils sont surnommés les Taons, nombreux dans la région.

### Démographie

#### Évolution de la population
Icogne compte 636 habitants au 31 décembre 2022 pour une densité de population de 26 hab/km2. Sur la période 2010-2019, sa population a augmenté de 13,2 % (canton : 10,5 % ; Suisse : 9,4 %).  

#### Pyramide des âges
En 2020, le taux de personnes de moins de 30 ans s'élève à 23,7 %, au-dessous de la valeur cantonale (31,7 %). Le taux de personnes de plus de 60 ans est quant à lui de 37,1 %, alors qu'il est de 26,6 % au niveau cantonal.
La même année, la commune compte 316 hommes pour 317 femmes, soit un taux de 49,9 % d'hommes, supérieur à celui du canton (49,6 %).
| Hommes | Classe d’âge | Femmes |
| ------ | ------------ | ------ |
| 0,6    | 90 ans ou +  | 1,9    |
| 9,8    | 75 à 89 ans  | 12,3   |
| 23,4   | 60 à 74 ans  | 26,2   |
| 20,9   | 45 à 59 ans  | 22,4   |
| 19,3   | 30 à 44 ans  | 15,8   |
| 13,9   | 15 à 29 ans  | 11,7   |
| 12,0   | - de 14 ans  | 9,8    |

| Hommes | Classe d’âge | Femmes |
| ------ | ------------ | ------ |
| 0,5    | 90 ans ou +  | 1,2    |
| 7,5    | 75 à 89 ans  | 9,4    |
| 16,8   | 60 à 74 ans  | 17,7   |
| 22,2   | 45 à 59 ans  | 21,7   |
| 20,3   | 30 à 44 ans  | 19,4   |
| 17,7   | 15 à 29 ans  | 16,6   |
| 14,9   | - de 14 ans  | 14,1   |

## Culture et patrimoine

### Barrage de Tseuzier
Le barrage de rétention de Tseuzier, aussi appelé barrage du Rawyl, est situé sur les terres des communes d'Ayent et d'Icogne. Ce barrage est lié aux centrales de Croix, situées au long de la Lienne, l'une sur le territoire d'Ayent et l'autre en plaine, sur Saint-Léonard. Ce barrage est un barrage voûte.

### Personnalités liées à la commune
- Étienne-Barthélemy Bagnoud (1803-1880), évêque de Bethléem et abbé de l'Abbaye de Saint-Maurice.
- Roger Bonvin (1907-1982), conseiller fédéral et président de la Confédération suisse.
- Gabrielle Nanchen (1943), conseillère nationale suisse.
- Sidney Kamerzin (1975), conseiller national suisse.
- Marc Aymon (1982), chanteur.

### Héraldique
| Blason | Blasonnement : « D'argent à trois sapins de sinople fûtés au naturel, plantés sur trois coupeaux du second, au comble d'azur chargé d'une étoile d'or à dextre et d'un edelweiss d'argent boutonné d'or à senestre. » |

### Fonds d'archives
- Fonds : Icogne, Commune (ca. 1409-20e siècle) [0,72 mètre].  Cote : CH AEV, AC Icogne. Sion : Archives de l'État du Valais (présentation en ligne).